# Juan Gabriel con el Mariachi Vargas de Tecalitlán
Juan Gabriel con el Mariachi Vargas de Tecalitlán es el cuarto álbum de estudio del músico Méxicano Juan Gabriel en colaboración con la banda Mariachi Vargas de Tecalitlán, lanzado al mercado por RCA Records el 20 de octubre de 1974. Es el primero de los álbumes esenciales de Juan Gabriel y un clásico en la música mexicana. Forma parte de la lista de  los 100 discos que debes tener antes del fin del mundo, publicada en 2012 por Sony Music.
Considerado como uno de los pasos más importantes en la carrera discográfica de Juan Gabriel, tras el lanzamiento de El Alma Joven III, el cantautor decidió dejar temporalmente el camino recorrido de las baladas románticas en sus tres trabajos anteriores (en la trilogía debutante) para incursionar en el mariachi y la música ranchera, dando como resultado uno de los discos más emblemáticos en la música mexicana, considerado un clásico dentro de ella y el primero de los álbumes esenciales del artista. Acompañado con el Mariachi Vargas de Tecalitlán, del álbum se publicaron cuatro sencillos, reconocidos como temas clásicos de "El Divo de Juárez"; el trabajo discográfico completo, no obstante, es destacable, ya que todos los temas que lo conforman son emblemáticos e importantes en la carrera musical de Juan Gabriel y tuvieron, al igual que los sencillos, una buena radiodifusión en México, Estados Unidos de América y Centroamérica. 
Dentro del disco se encuentran «La Muerte del Palomo», la primera canción que compuso a los 13 años Juan Gabriel y «Lágrimas y Lluvia», el primer tema que escribió en memoria de su madre tras su fallecimiento.

## Lista de canciones
Todas las canciones compuestas por Alberto Aguilera Valadez.
| N.º | Título                   | Duración |  |
| 1.  | «Ases y Tercia de Reyes» | 1:52     |  |
| 2.  | «Lágrimas y Lluvia»      | 2:59     |  |
| 3.  | «Se Me Olvidó Otra Vez»  | 2:55     |  |
| 4.  | «Esta Noche Voy a Verla» | 2:35     |  |
| 5.  | «La Muerte del Palomo»   | 3:27     |  |
| 6.  | «Estoy Enamorado de Ti»  | 3:15     |  |
| 7.  | «Qué Chasco Me Llevé»    | 2:24     |  |
| 8.  | «Que Sea Mi Condena»     | 3:10     |  |
| 9.  | «Si Dios Me Ayuda»       | 3:01     |  |
| 10. | «¿Dónde Andará?»         | 1:44     |  |
| 11. | «Mañana Te Acordarás»    | 3:55     |  |

## Personal
- Alberto Aguilera Valadez - voz y composición.
- Mariachi Vargas de Tecalitlán - grupo/banda de acompañamiento/soporte.
- Fernando Z. Maldonado - arreglos y producción en «Lágrimas y lluvia», «La muerte del palomo», «Estoy enamorado de ti», «Qué chasco me llevé», «Que sea mi condena» y «Mañana te acordarás».
- Jesús Rodríguez de Híjar - arreglos y producción en «Ases y tercia de reyes», «Se me olvidó otra vez», «Esta noche voy a verla», «Si Dios me ayuda» y «¿Dónde andará?».

## Premios, charts y certificaciones

### Premios
- 1974:
  - Premio El Heraldo al Compositor del Año.[5]

### Posicionamiento en listas

#### Sencillos
| Año  | Sencillo                                          | Posición pico en México | Record World Magazine | Ventas      |
| ---- | ------------------------------------------------- | ----------------------- | --------------------- | ----------- |
| 1975 | «Se me olvidó otra vez»/ «Ases y tercia de reyes» | #1                      | #3                    | : 1,000,000 |
| 1975 | «Se me olvidó otra vez»/ «Ases y tercia de reyes» | —                       | —                     | : 1,000,000 |
| 1974 | «Que sea mi condena»/ «Esta noche voy a verla»    | #5                      | #1                    | —           |
| 1974 | «Que sea mi condena»/ «Esta noche voy a verla»    | —                       | —                     | —           |
| 1975 | «Lágrimas y lluvia»/ «Estoy enamorado de ti»      | #1                      | #3                    | —           |
| 1975 | «Lágrimas y lluvia»/ «Estoy enamorado de ti»      | —                       | —                     | —           |
| 1975 | «Qué chasco me llevé»/ «¿Dónde andará?»           | —                       | #6                    | —           |
| 1975 | «Qué chasco me llevé»/ «¿Dónde andará?»           | —                       | —                     | —           |

### Certificaciones
| País/región | Organismo certificador | Certificación | Ref.   |
| ----------- | ---------------------- | ------------- | ------ |
| México      | AMPROFON               | Oro           | [ 11 ] |